# Polyplectropus diastictis
Polyplectropus diastictis is een schietmot uit de familie Polycentropodidae. De soort komt voor in het Oriëntaals gebied.